# Trouvère
Trouvère sind mittelalterliche Sänger und Verfasser höfischer Dichtung im Nordosten Frankreichs und dem von Normannen eroberten England, die von den provenzalischen Trobadors, die okzitanisch schrieben, Formen, Stoffe und Motive ins Altfranzösische übernahmen und sie mit volkstümlichen Stoffen und mit Motiven der keltischen Mythologie erweiterten. Die Trouvères waren meist ritterlichen Standes. Ihre Blütezeit reicht vom 12. bis in das 14. Jahrhundert. Etwa 2.600 Lieder sind erhalten, bei drei Vierteln ist auch die Melodie überliefert (gegenüber nur einem Zehntel bei den okzitanischen Liedern). Beliebte Formen waren das Chanson, das höfische Liebeslied, Entsprechung der okzitanischen Canso, religiöse Lieder und die Pastourelle, sowie als volkstümlichere Formen die Mal mariée, das Chanson de toile und Tanzlieder wie Rondet de carole, Balete (entsprechen der okzitanischen Dansa) und die Estampie.
Im weiteren Sinn werden auch die zeitgenössischen Spielleute, die Jongleurs und die Verfasser der Chansons du geste als Trouvères bezeichnet.

## Liste bekannter Trouvères
Insgesamt sind etwa 260 Trouvères namentlich bekannt. Die folgende Liste führt daher nur einige der bekannteren Dichter auf.
- Adam de Givenchi
- Adam de la Halle (ca. 1240–1288)
- Adenet le Roi (ca. 1240–ca. 1300)
- Andrieu Contredit d’Arras († ca. 1248)
- Aubertin d’Airaines
- Aubin de Sézanne
- Audefroi le Bastart (fl. ca. 1200–1230)
- Baudouin des Auteus
- Benoît de Sainte-Maure
- Bestournés
- Blondel de Nesle (fl. ca. 1175–1210)
- Carasaus
- Chastelain de Couci (fl. ca. 1170–1203; † 1203)
- Chardon de Croisilles
- Châtelain d’Arras
- Chrétien de Troyes (fl. 1160er–1180er)
- Colart le Boutellier
- Colart le Changeur
- Colin Muset (fl. ca. 1200–1250)
- Conon de Béthune (fl. ca. 1180–ca. 1220; † 1220)
- Coupart
- Ernoul Caupain
- Ernoul le Vieux
- Étienne de Meaux
- Eustache le Peintre de Reims
- Gace Brulé (ca. 1159–nach 1212)
- Gaidifer d’Avion
- Gautier de Coincy (1177/1178–1236)
- Gautier de Dargies (ca. 1170–nach 1236)
- Gautier d’Espinal († vor Juli 1272)
- Gillebert de Berneville (fl. ca. 1255)
- Gilles le Vinier
- Gobin de Reims
- Gontier de Soignies (fl. ca. 1180–1220)
- Guibert Kaukesel
- Guillaume d’Amiens
- Guillaume Ferrières
- Guillaume le Vinier (fl. ca. 1220–45; † 1245)
- Guillaume Veau
- Guiot de Dijon (fl. ca. 1200–1230)
- Guiot de Provins
- Henry Amion
- Henry le Débonnaire
- Henri de Lacy (1249–1311)
- Hue de la Ferté
- Hugues de Berzé (fl. ca. 1150–1220)
- Huon d’Oisi
- Huon de Saint-Quentin
- Jaque de Dampierre
- Jacques Bretel
- Jacques de Cambrai
- Jacques de Cysoing
- Jacques le Vinier
- Jean Bodel
- Jean Renaut
- Jehan Bretel (ca. 1200–1272)
- Jehan le Cuvelier d’Arras (fl. ca. 1240–1270)
- Jehan Erart († ca. 1259)
- Jean le Roux
- Jehan de Braine
- Jehan Fremaux
- Jehan de Grieviler
- Jehan de Nuevile
- Jehan de Trie
- Jocelin de Dijon
- Lambert Ferri
- Lorris Acot
- Mahieu de Gant
- Mahieu le Juif
- Moniot d’Arras (fl. ca. 1250–1275)
- Moniot de Paris (fl. ca. 1250–1278)
- Oede de la Couroierie
- Othon de Grandson
- Perrin d’Angicourt (fl. ca. 1245–1250)
- Perrot de Neele
- Philippe de Nanteuil
- Philippe de Beaumanoir(ca. 1205–ca. 1265)
- Pierre de Corbie
- Pierre de Molins
- Pierrekin de la Coupele
- Raoul de Beauvais
- Raoul de Ferier
- Raoul de Soissons (ca. 1215–1272)
- Richard de Fournival (1201–ca. 1260)
- Richard Löwenherz
- Richart de Semilli
- Robert de Blois
- Robert de Castel
- Robert de Reims
- Robert de la Piere
- Rutebeuf
- Simon d’Authie
- Sauvage d’Arraz
- Thibaut de Blazon
- Thibaut le Chansonnier (1201–1253)
- Thierri de Soissons
- Thomas Herier
- Vielart de Corbie
- Walter of Bibbesworth